# Ischyropsalis ravasinii
Ischyropsalis ravasinii is een hooiwagen uit de familie Ischyropsalididae.